# Phrygilus carbonarius
Phrygilus carbonarius е вид птица от семейство Тангарови (Thraupidae).

## Разпространение
Видът е разпространен в Аржентина.